# Фукарвил
Фукарвил (фр. Foucarville) насеље је и општина у северној Француској у региону Доња Нормандија, у департману Манш која припада префектури Шербур-Октевил.
По подацима из 2011. године у општини је живело 132 становника, а густина насељености је износила 26,09 становника/km². Општина се простире на површини од 5,06 km². Налази се на средњој надморској висини од 80 метара.

## Демографија
| 1962. | 1968. | 1975. | 1982. | 1990. | 1999. | 2011. |
| ----- | ----- | ----- | ----- | ----- | ----- | ----- |
| 137   | 162   | 149   | 151   | 138   | 108   | 132   |

График промене броја становника у току последњих година